# 野溝伝一郎

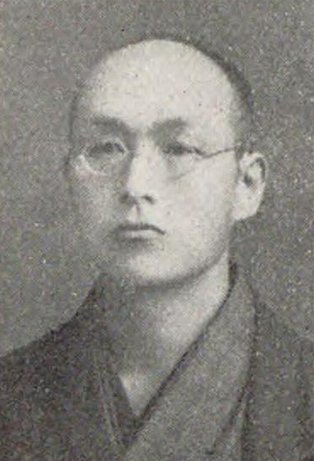
野溝伝一郎

野溝 伝一郎（のみぞ でんいちろう、1877年（明治10年）3月1日 - 1947年（昭和22年）8月5日）は、日本の衆議院議員（革新倶楽部）。

## 経歴
長野県上伊那郡東春近村（現在の伊那市）出身。1899年（明治32年）、東京専門学校（現在の早稲田大学）を卒業。上伊那農業学校助教諭・舎監を務めた後、東春近村長に選ばれた。さらに東春近村会議員、上伊那郡会議員、同議長、長野県会議員に選出された。
1920年（大正9年）、第14回衆議院議員総選挙に出馬し、当選を果たした。
その他、南信毎日新聞社社長、財団法人尚志社理事、上伊那信用販売組合理事を務めた。